# Musée du verre, de la pierre et du livre
Le musée du verre François Décorchemont est un musée situé à Conches-en-Ouche dans le département de l'Eure.

## Implantation
Depuis le 25 juin 2022, le musée présente ses collections dans les locaux de l'ancien hôpital communal de style néo-roman, lui-même implanté depuis 1869 dans l'enceinte de l'ancienne abbaye Saint-Pierre.
Auparavant, le musée occupait un local route de Sainte-Marguerite, acquis pour la création du musée en 1996.

## Collections
- François Décorchemont, Auguste Morisot[4],[5] Jacques Bony, Charles Schneider[6]…
- Manufactures Gallé, Daum, Muller, Legras, Loetz
- Panneaux de Jean Hébert-Stevens, Jean Bony, Gabriel Loire, Henri Guérin, Michel Guével.
- Artistes indépendants : Alain et Marisa Bégou, Bernard Heesen, Louis Leloup, Isabelle Monod[7], Claude Morin[8], Jean-Claude Novaro.
- Sculpture de verre contemporaine : Bernard Dejonghe, Eva Fišerová[8],[9], Antoine Leperlier[8], Raymond Martinez, Matei Negreanu[10], Zora Palová[9], Joramir Rybak[8], Vladimír Zbyňovský, Ján Zoritčák[9].

## Œuvres notables
- Le Christ et les enfants, 1934, Décorchemont[11]
- Agriculture et élevage, 1948, Décorchemont[12]
- Bord de mer, 1966, Décorchemont[13]
- Saint Paul, 1961, Décorchemont[14]
- Origine des armes de Pacy-sur-Eure, 1964, Décorchemont[15]
- Conversion de Paul, saint Paul à Athènes, 1955, Décorchemont[16] (dans la chapelle)
- Sainte Radegonde, 1935, Paul Bony (1911-1982) : dévoilée au public lors de l'exposition universelle de 1937[3]

## Expositions
En 2012, le musée présente l'usage du bleu dans les arts verriers contemporains du 3 mars au 26 août.
Le dossier de presse de 2017 relate l'exposition consacrée aux artistes Jean Hébert-Stevens, André Rinuy et Jacques Bony l'atelier du vitrail du XXe siècle.
Le verre contemporain slovaque (1960-2020) constitue le thème de la saison 2020.
Programme 2022 : ici

## Publications
- Henri Guérin - le fonds d'atelier vitrail : 1929-2009 : du 6 mars au 19 septembre 2010, 2010, 30 p. (ISBN 9782952688659, lire en ligne).
- Gabriel Loire, 1904-1996 : le fonds d'atelier vitrail en dalle de verre, du 1er mars au 30 novembre 2014
- Programme des activités 2014
- Dépliant des animations 2017
- Éric Louet, François Décorchemont : Paysages et cours d'eau, Musée du Verre de Conches, 2013, 48 p. (ISBN 978-2-9545361-0-1).
- Beata Balgava et Éric Louet, Verre contemporain slovaque 1960-2020, Musée du Verre de Conches, 2020, 148 p. (ISBN 978-2-9545359-8-2).
- Musée du Verre (ill. François Goalec), Bernard Dejonghe : Exposition du 28 juin au 21 septembre 2008, Musée du verre de Conches (ISBN 978-2-9526886-2-8, présentation en ligne).

## Galerie

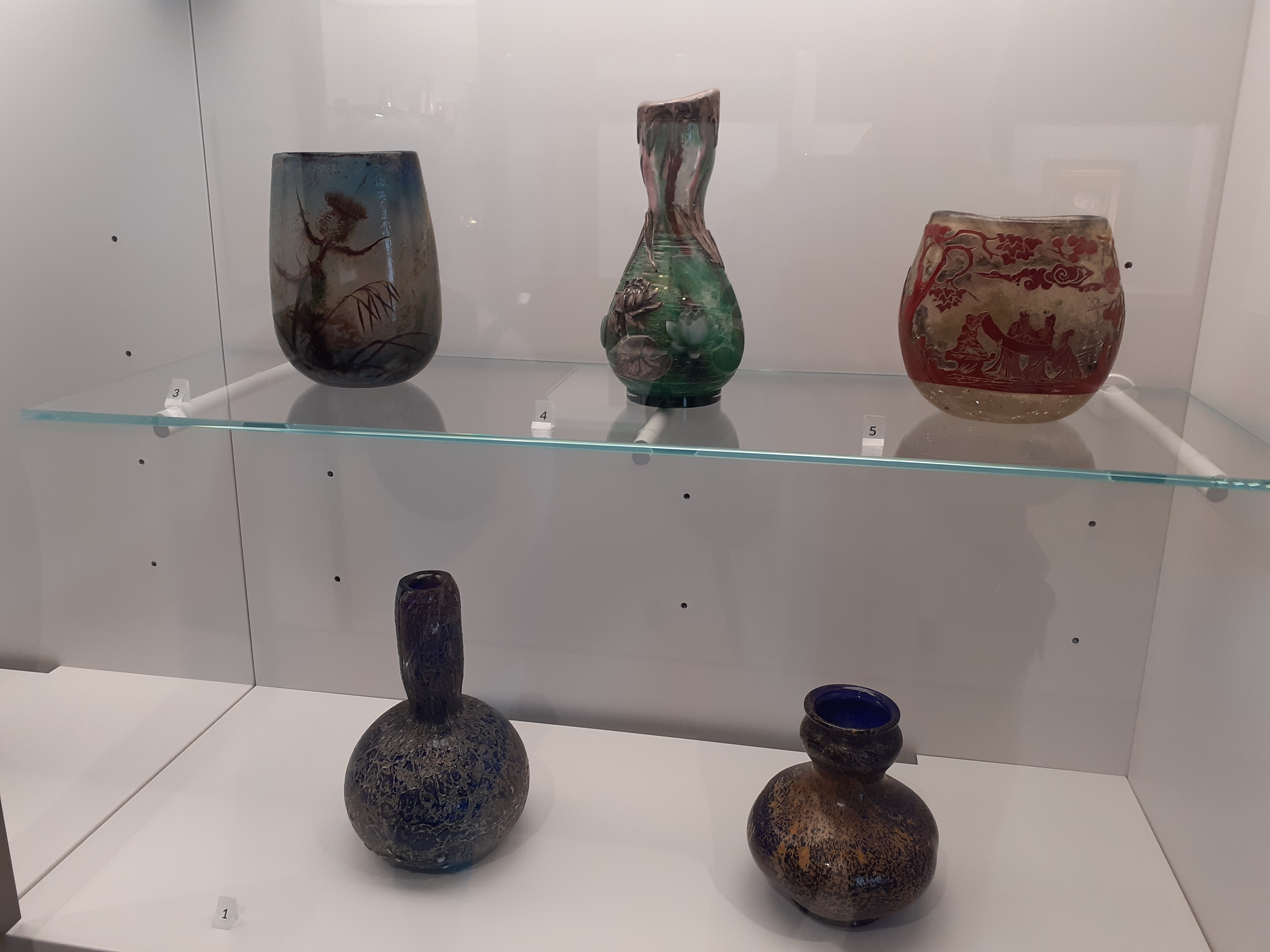
.
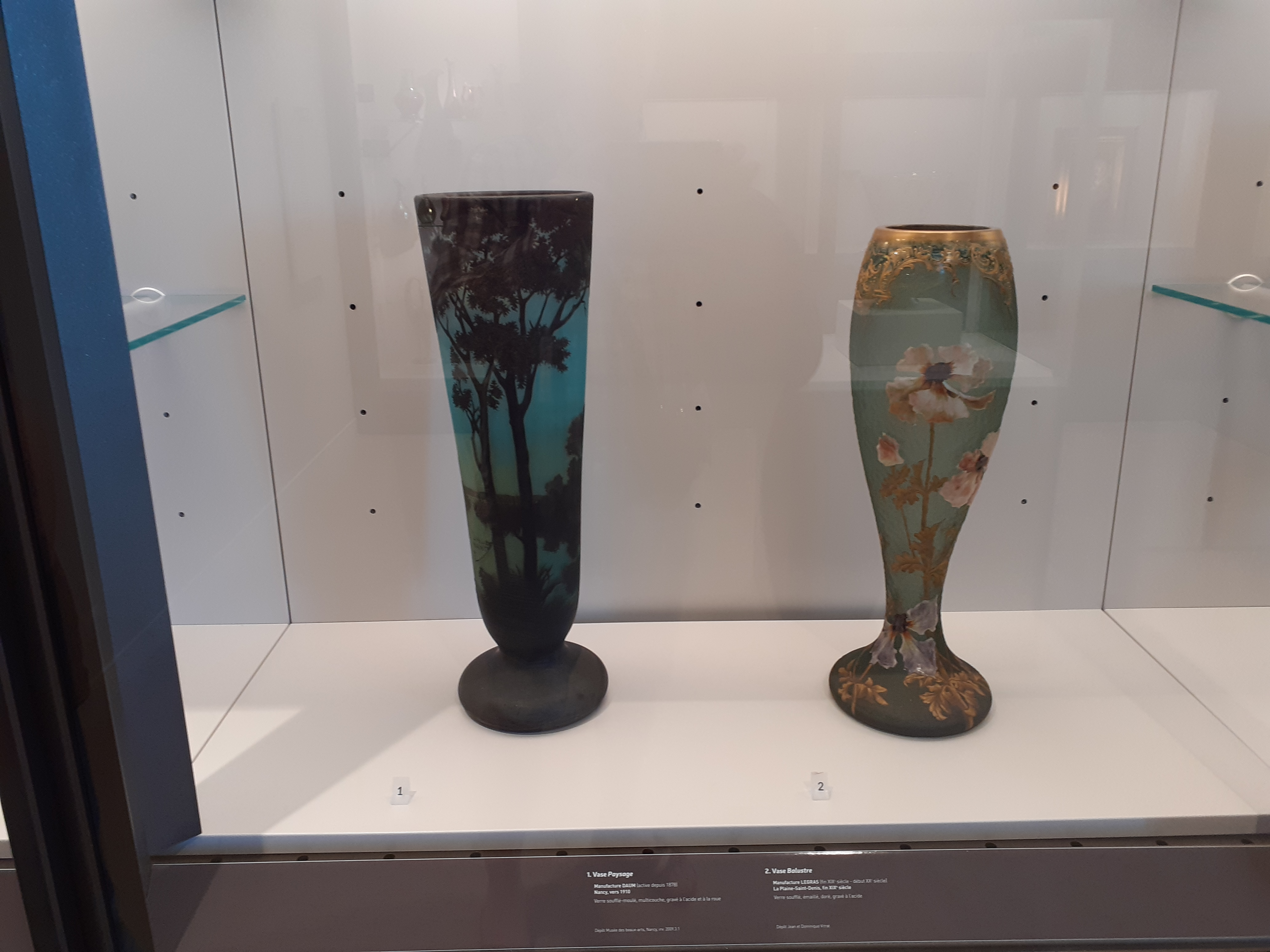
Vase Paysage de Daum et vase Balustre de Legras.
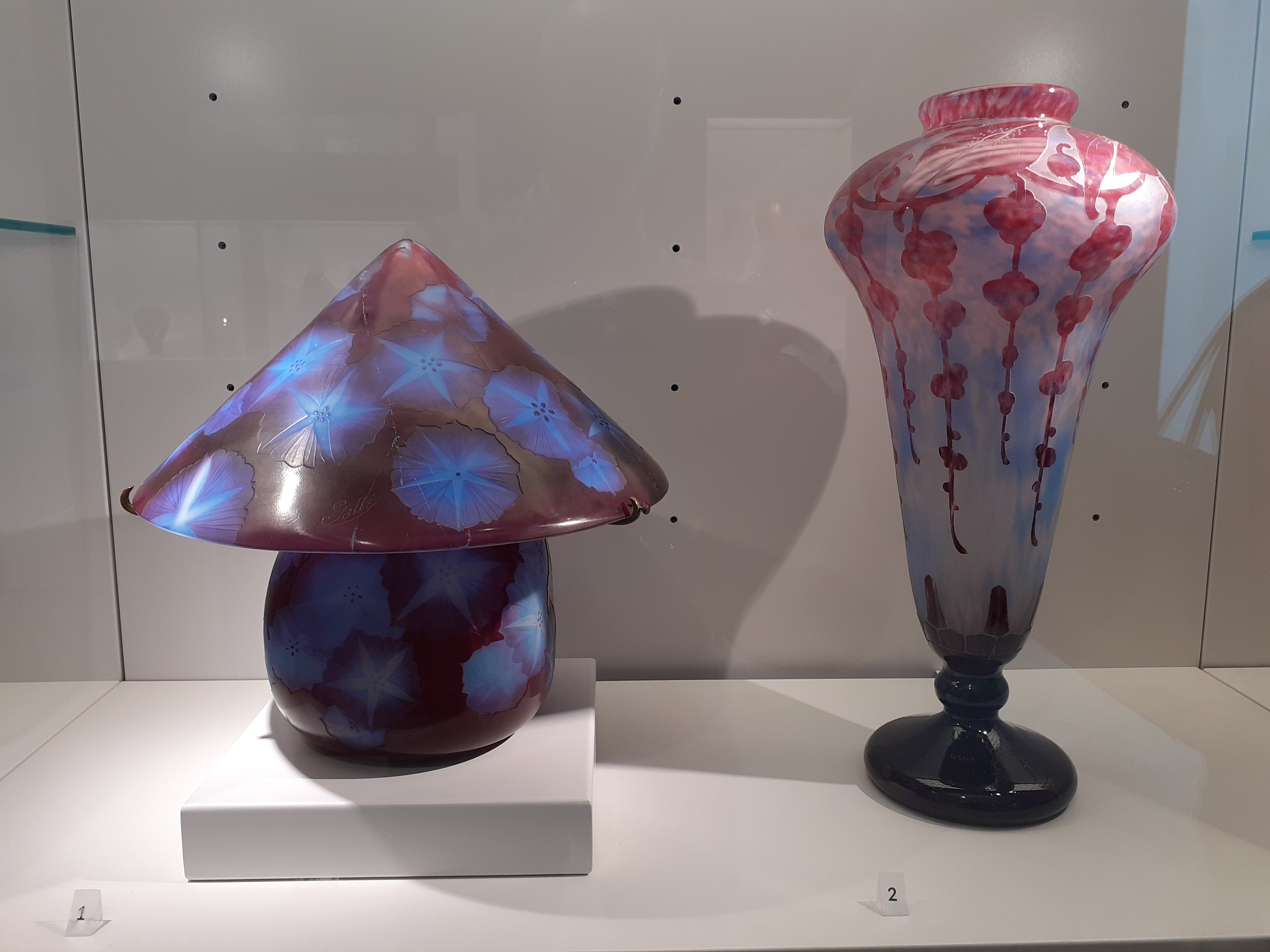
Objets Gallé et Schneider (vase Garance).

## Fréquentation
| Année | Entrées gratuites | Entrées payantes | Total |
| ----- | ----------------- | ---------------- | ----- |
| 2001  | 260               | 1 240            | 1 500 |
| 2002  | 627               | 1 020            | 1 647 |
| 2003  | 587               | 1 282            | 1 869 |
| 2004  | 584               | 1 364            | 1 948 |
| 2005  | 1 149             | 1 653            | 2 802 |
| 2006  | 2 623             | 1 263            | 3 886 |
| 2007  | 1 505             | 1 745            | 3 250 |
| 2008  | 3 459             | 1 625            | 5 084 |
| 2009  | 1 875             | 1 826            | 3 701 |
| 2010  | 2 683             | 1 895            | 4 578 |
| 2011  | 2 730             | 2 065            | 4 795 |
| 2012  | 3 189             | 2 666            | 5 855 |
| 2013  | 2 935             | 2 312            | 5 247 |
| 2014  | 2 640             | 2 367            | 5 007 |
| 2015  | 2 542             | 1 510            | 4 052 |
| 2016  | 1 947             | 1 942            | 3 889 |
| 2017  | 2 672             | 1 741            | 4 413 |
| 2018  | 2 586             | 1 714            | 4 300 |
| 2019  | 2 471             | 2 323            | 4 794 |